# Найменший будинок у Великій Британії
53°16′56.46″ пн. ш. 3°49′42.96″ зх. д. / 53.2823500° пн. ш. 3.8286000° зх. д.

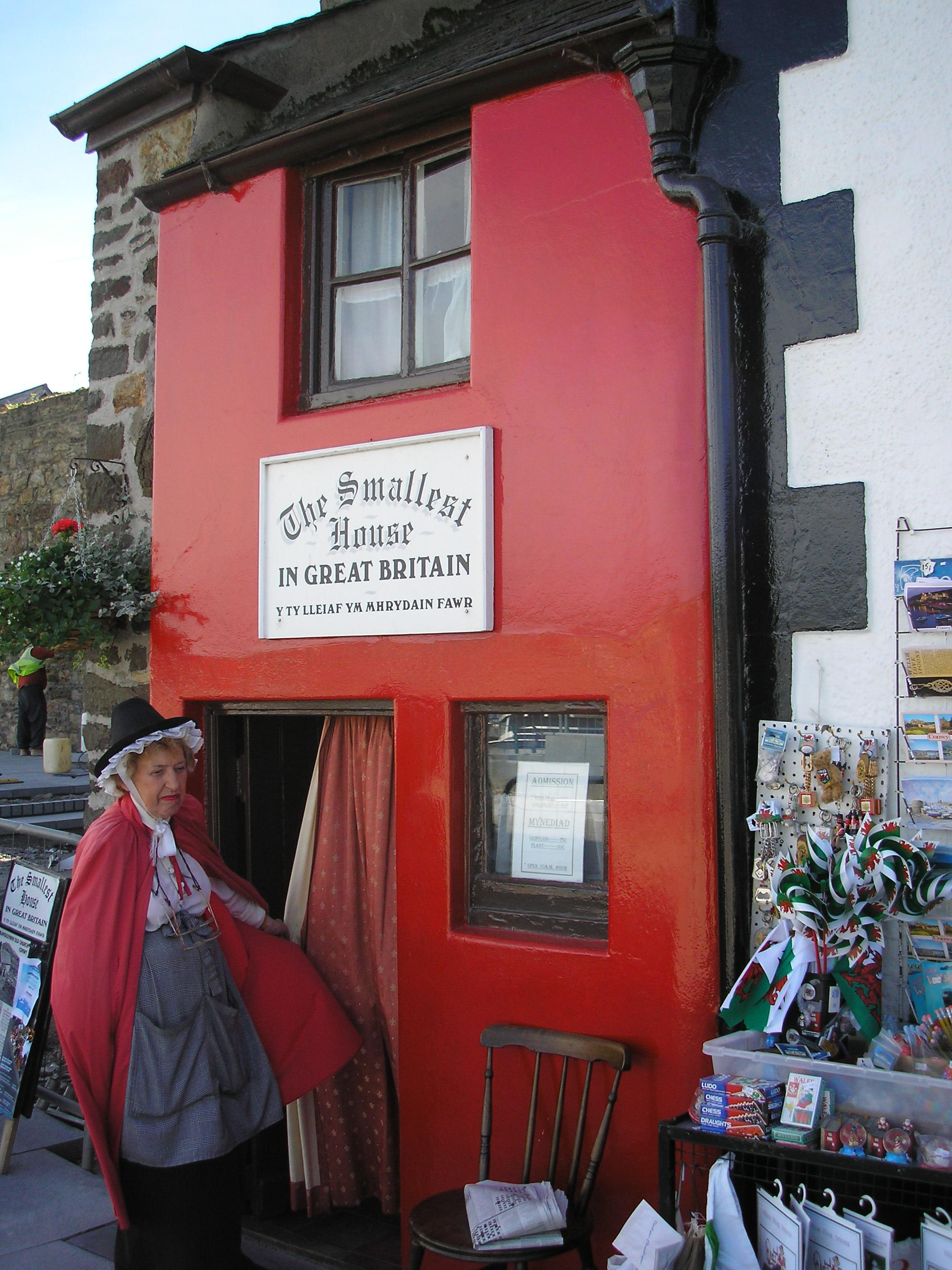
Найменший будинок у Великій Британії

«Найменший будинок у Великій Британії» (англ. Smallest House in Great Britain), також відомий як «Будинок на набережній» (англ. Quay House) — туристичний об'єкт на набережній міста Конві в Уельсі (Велика Британія).
Розміри будиночка — 3,05 на 1,8 метри. Як найменший будинок у Великій Британії, його внесено до Книги рекордів Гіннеса.
Будинок був зведений у ділянці між терасами 2 будинків, і в ньому постійно проживали, починаючи від XVI століття аж до травня 1900 року, коли в ньому поселився високий на зріст (близько 2 метрів заввишки) рибалка на ім'я Роберт Джонс (Robert Jones). Та стеля й розміри хатинки, очевидно, були замалі для такого пожильця, і зрештою пан Джонс перебрався до іншого житла, а Міська рада Конві відтоді оголосила будиночок непридатним для проживання.
Однак хатинка залишилась стояти — вона досі належить нащадкам сімейства Джонсів, і в наш час працює як музей — її можуть оглянути за невеликі гроші всі охочі.
У зв'язку із дорожними роботами в червні 2006 року Найменший будинок у Великій Британії втратив до половини своїх відвідувачів. Однак і нині (кінець 2000-х років) будиночок разом із місцевим замком лишається однією з головних атракцій Конві.

## Джерело-посилання
- Інформація для відвідувачів (англ.)